# Добаш парагвайський
Доба́ш парагвайський (Picumnus temminckii) — вид дятлоподібних птахів родини дятлових (Picidae). Мешкає в Південній Америці. Вид названий на честь голландського зоолога Конрада Якоба Темінка.

## Опис

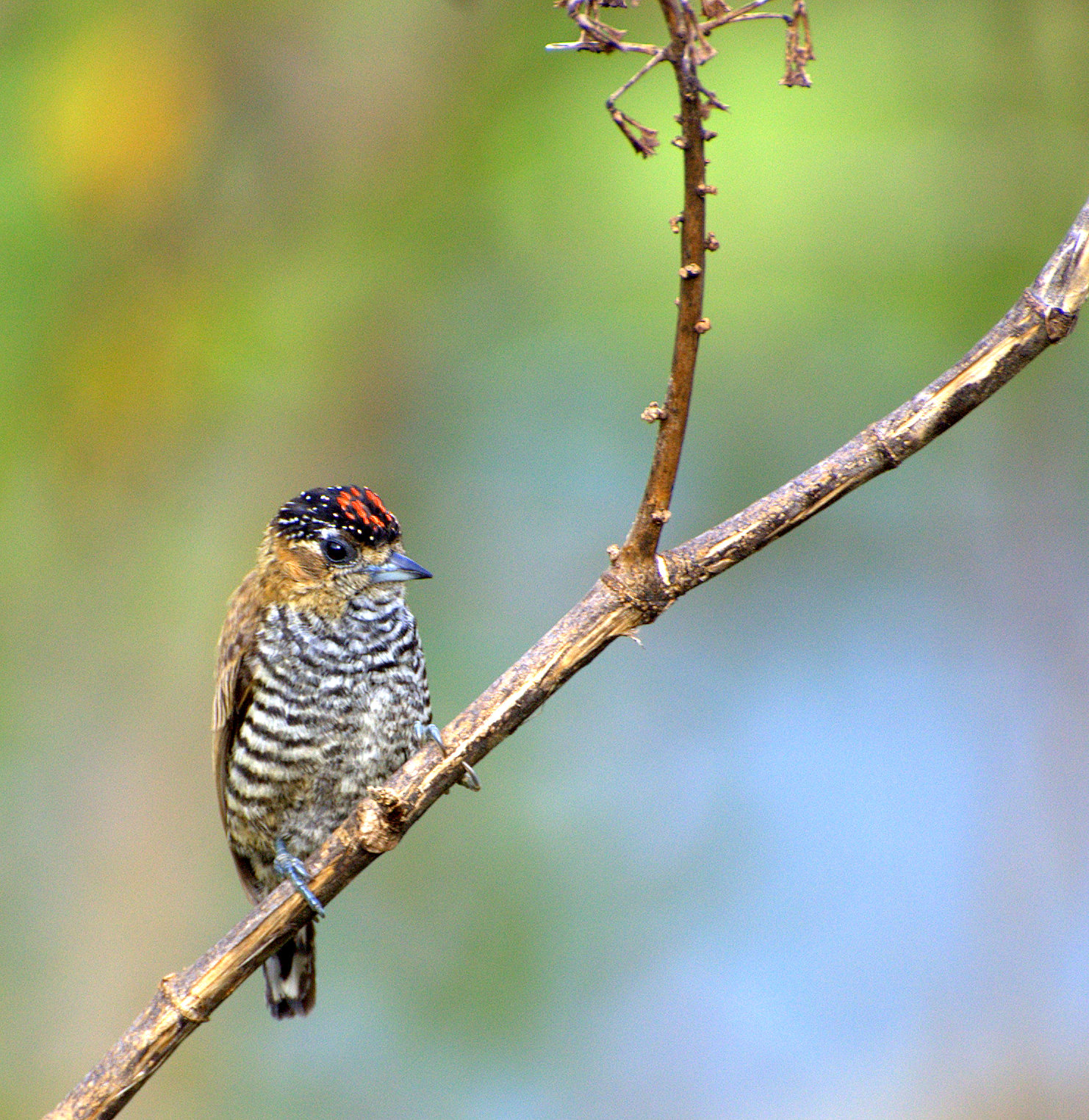
Парагвайський добаш

Довжина птаха становить 9-10 см. Тім'я чорне, поцятковане білими плямками, у самців передня частина тімені поцяткована червоними плямками. Потилиця і шия коричневі, верхня частина тіла коричнювата, махові пера шоколадно-коричневі. Хвіст чорний, центральні стернові пера білі, крайні стернові пера на кінці білі. Підборіддя і горло білі, поцятковані темними смужками, нижня частина тіла біла або кремова, поцяткована чорними смугами, особливо в нижній частині живота. Очі карі, дзьоб чорний, дещо вигнутий, лапи сірі.

## Поширення і екологія
Парагвайські добаші мешкають на південному сході Бразилії (від Сан-Паулу на південь до Ріу-Гранді-ду-Сул), на сході Парагваю та на північному сході Аргентини (Місьйонес). Вони живуть у вологих рівнинних тропічних лісах і чагарникових заростях. Зустрічаються на висоті до 800 м над рівнем моря. Живляться мурахами, жуками та їх личинками.